# Yes! Pretty Cure 5 GoGo! - Buon compleanno carissima Nozomi
Yes! Pretty Cure 5 GoGo! - Buon compleanno carissima Nozomi (映画 Ｙｅｓ！プリキュア５ ＧｏＧｏ！ お菓子の国のハッピーバースディ♪?, Eiga Yes! Purikyua 5 GoGo! Okashi no Kuni no happī bāsudi♪, lett. "Yes! Pretty Cure 5 GoGo! - Il film: Buon compleanno nel Regno dei Dolci♪") è un film del 2008 diretto da Tatsuya Nagamine.
È il quinto film d'animazione tratto dal franchise Pretty Cure di Izumi Tōdō e l'unico relativo alla quinta serie Yes! Pretty Cure 5 GoGo!.

## Trama
Durante i festeggiamenti per il compleanno di Nozomi, le Pretty Cure salvano una bambina, Chocola, da Bunbee. Per ringraziarle, la piccola le porta nel suo regno, il Regno dei Dessert. In questo reame dai fiumi in cui scorre succo di frutta e con le caramelle che crescono sugli alberi, le Pretty Cure si sentono a loro agio, ma l'incontro con il perfido Mushiban, che ha preso il controllo della mente della regina, madre di Chocola, e con i suoi due subordinati Dry e Bitter rovina la festa. Per salvare non solo il compleanno di Nozomi, ma anche l'intero Regno dei Dessert, le Pretty Cure devono combattere con tutte le loro forze contro Dry e Bitter ed evitare di essere trasformate in dolci, ma anche lottare contro Kokoda, al quale Mushiban ha fatto il lavaggio del cervello. Con un bacio, Cure Dream riesce a risvegliare Kokoda e, grazie al potere della Miracle Light 2, si trasforma in Shining Dream e sconfigge Mushiban.

## Personaggi esclusivi del film
Chocola (チョコラ?, Chokora)
La bambina principessa del Regno dei Dessert, arriva all'improvviso nel giardino nella Natts House all'interno di un forno, proprio durante i festeggiamenti per il compleanno di Nozomi. Inseguita da Bunbee, porta le Pretty Cure nel suo regno per ringraziarle di averla salvata da lui; in realtà, vi è stata costretta da Mushiban, che l'ha minacciata di fare del male a sua madre se lei non avesse attirato le Pretty Cure nella trappola. Ha un cuore gentile e tratta i cittadini con amore. Sogna di diventare una brava regina come sua madre, che le ha insegnato a cucinare i dolci.
Regina (デザート女王?, Dezāto Jōo)
Sovrana del Regno dei Dessert, è molto elegante e raffinata ed è la madre di Chocola. Cucina i migliori dolci del regno e vive nel Castello di Marzapane. Cade sotto il controllo di Mushiban, ma l'amore per sua figlia riesce a risvegliarla.
Mushiban (ムシバーン?, Mushibān)
È un uomo che ha invaso il Regno dei Dessert e ha posseduto la regina solo per mangiare dolci squisiti. Tuttavia, per quanti ne mangi, non è soddisfatto, e per questo attira le Pretty Cure nel Regno dei Dessert per trasformarle in dolci sfruttando Chocola. È in grado di creare sfere d'energia nera. Riesce a soggiogare Kokoda e affronta in combattimento Milky Rose; poi, non riuscendo a prendere il controllo del Regno dei Dessert, decide di distruggerlo, ma viene sconfitto da Shining Dream. Prima di morire, capisce che i dolci da lui mangiati non lo soddisfacevano perché il vuoto che sentiva non era fame, ma solitudine.
Dry (ドライ?, Dorai)
Subordinato di Mushiban, cerca di trasformare le Pretty Cure in ghiaccioli. Sotto la maschera gentile, è freddo e non gli interessano i dolci. Combatte contro Cure Rouge e Cure Aqua all'interno di un freezer. Dopo essere stato sconfitto, diventa un suddito del Regno dei Dessert.
Bitter (ビター?, Bitā)
Subordinato di Mushiban, cerca di trasformare le Pretty Cure in biscotti. Bello ma spietato, odia tutti i dolci e ama l'alcol. Combatte contro Cure Lemonade e Cure Mint all'interno di un forno. Dopo essere stato sconfitto, diventa un suddito del Regno dei Dessert.

## Oggetti magici
Miracle Light 2 (ミラクルライト２?, Mirakuru Raito 2)
È una piccola torcia con l'estremità di cristallo a forma di rosa che proietta un fascio di luce. È in grado di sciogliere gli incantesimi; infatti, Chocola la usa per far tornare normale il braccio di Cure Dream, diventato di cioccolato. Trasforma il coraggio in un nuovo potere per le Pretty Cure e permette a Cure Dream di trasformarsi in Shining Dream.
In Giappone, quando è uscito il film, le Miracle Light 2 sono state realmente distribuite al pubblico nelle sale, difatti nella sequenza introduttiva del lungometraggio si vedono Coco, Nuts, Milk e Syrup spiegare come utilizzarla per incitare le Pretty Cure durante la visione.
Starlight Fleur (スターライトフルーレ?, Sutāraito Furūre, Starlight Fleuret)
È l'arma di Shining Dream. Incastonate sull'impugnatura della spada ci sono cinque rose, ognuna di un colore diverso: blu, rossa, gialla, fucsia e verde. È nata dalla luce irradiata dai sogni di tutti gli abitanti del Regno dei Dessert.
Fleur Oscuro (黒いフルーレ?, Kuroi Furūre, Fleuret Nero)
È l'arma, una spada, utilizzata da Kokoda sotto l'influsso malvagio di Mushiban.

## Trasformazioni e attacchi
- Trasformazione (Shining (シャイニング?, Shainingu)): è la frase con cui si presenta Cure Dream dopo essersi trasformata in Shining Dream grazie alla Miracle Light 2.

- Starlight Solution (スターライト・ソリューション?, Sutāraito Soryūshon): è l'attacco di Shining Dream. Lo Starlight Fleur emette cinque luci, ognuna del colore di una Pretty Cure. Shining Dream si separa poi in tanti frammenti di luce che, insieme ai fasci di cinque colori, colpiscono il nemico e, una volta trapassatolo, si riuniscono a comporre nuovamente il corpo della Pretty Cure.

## Luoghi
Regno dei Dessert (デザート王国?, Dezāto Ōkoku)
Conosciuto anche come Terra dei Dolci (お菓子の国?, Okashi no Kuni), è il luogo natio di Chocola, invaso da Mushiban. Vi scorrono fiumi di succo di frutta, sugli alberi crescono caramelle e bignè alla crema, le montagne sono di cioccolato, gli alberi e i fiori commestibili. Per quanti dolci si possano mangiare in questo regno, non si può né ingrassare né sentirsi male. Vi si accede attraverso un forno. Gli abitanti hanno le orecchie da cane.

## Colonna sonora
| Nº | Titolo CD | Numero tracce | Data uscita      |
| -- | --- | ------------- | ---------------- |
| 1  | Birthday Party / TIME MACHINE | 4             | 5 novembre 2008  |
| 2  | Eiga Yes! Precure 5 GoGo! - Okashi no Kuni no happy birthday♪ - Original Soundtrack (映画 Ｙｅｓ！プリキュア５ ＧｏＧｏ！ お菓子の国のハッピーバースディ♪ オリジナル・サウンドトラック?) | 32            | 3 dicembre 2008  |
| 3  | Precure eiga shudaika Collection (プリキュア映画主題歌コレクション?) | 20            | 16 febbraio 2011 |

### Sigle
La sigla originale di apertura è composta da Kōji Mase con il testo di Natsumi Tadano, mentre quella di chiusura da George Takahashi. La sigla italiana, invece, interpretata per Rai Trade con testo di Bruno Tibaldi, segue lo stesso arrangiamento della sigla di testa giapponese, sia in apertura che in chiusura.
Sigla di apertura
- Precure 5, Full Throttle GO GO! (プリキュア５、フル·スロットルＧＯ ＧＯ！?), cantata da Mayu Kudō

Sigla di chiusura
- Birthday Party, cantata da Mika Mifune & THE TRA★BRYU con Renon

Sigla di apertura e di chiusura italiana
- Precure 5, Full Throttle, versione italiana di Precure 5, Full Throttle GO GO!, cantata da Laura Piccinelli

## Cortometraggio
Cho tanpen - Pretty Cure All Stars GoGo Dream Live! (ちょ～短編 プリキュアオールスターズ ＧｏＧｏドリームライブ！?, Cho~ tanpen Purikyua Ōru Sutāzu GoGo Dorīmu Raibu!, Cho~ tanpen Precure All Stars GoGo Dream Live!) è un corto di circa sei minuti con protagoniste le undici Pretty Cure delle prime cinque serie, realizzato per festeggiare il quinto anniversario del franchise, proiettato prima dell'inizio del film e non trasmesso nell'edizione italiana.
Il corto vede i tre gruppi di Pretty Cure recarsi allo stadio, che trovano deserto, e qui affrontare un mostro fusione di Zakenna, Uzaina e Kowaina che cerca vendetta contro di loro.
La sigla di coda è un medley delle sigle d'apertura di Max Heart, Splash☆Star e Yes! 5 GoGo!, in cui si esibiscono le Pretty Cure, intitolato DANZEN! Makasete☆Full Throttle GoGo!! (ＤＡＮＺＥＮ！まかせて☆フル·スロットルＧｏＧｏ！！?) e interpretato da Mayumi Gojō, Yuka Uchiyae e Mayu Kudō.

## Distribuzione
Il film è stato proiettato per la prima volta nelle sale cinematografiche giapponesi l'8 novembre 2008, assieme al corto. Il DVD, nei cui contenuti speciali è stato incluso il cortometraggio, è uscito il 18 marzo 2009, mentre il Blu-ray il 17 giugno 2015.
In Italia i diritti sono stati acquistati dalla Rai, che lo ha trasmesso il 28 maggio 2011 su Rai 2. Il doppiaggio è stato curato da La BiBi.it, la direzione del doppiaggio è di Novella Marcucci e i dialoghi italiani sono di Roberto Settimj.
È stato trasmesso a Taiwan il 14 agosto 2011 con il titolo Guāng zhīměi shàonǚ diànyǐng bǎn - tiándiǎn wángguó dà zuòzhàn (光之美少女電影版－甜點王國大作戰S, lett. "Le Ragazze della Luce il film - Battaglia nel Regno dei Dessert").

## Accoglienza
Nelle prime sette settimane di programmazione, il film ha guadagnato più di 855.492.982 yen. L'incasso totale è di 790 milioni di yen circa.
Nella prima settimana di vendita home video, la versione limited del DVD si è classificata al diciottesimo posto nella lista dei DVD più venduti, con un totale di 5036 copie.

## Altri adattamenti
Dal film è stato tratto un anime comic pubblicato da Ichijinsha il 27 dicembre 2008.